# Mangaroa
Mangaroa  est une localité rurale située juste en dehors de la cité de Upper Hutt, dans la partie inférieure de l’Île du Nord de la Nouvelle-Zélande.

## Situation
Elle consiste en des collines et des vallées rurales.
C’est une zone d’installation tranquille formée de lotissements et de fermes entourées par les collines, qui sont le plus souvent couvertes d'un tapis de neige en hiver.

## Toponymie
Le Ministère de la Culture et du Patrimoine  de Nouvelle-Zélande a donné la traduction de "long stream" pour le nom Mangaroa . 

## Population
La population des résidents habituels du secteur était de 1 698 habitants en 2013.

## Installation dans la ville
La localité est le siège de l’école nommée Mangaroa School, de la station de radio indie rock andHow.FM (en) et autrefois d’une gare nommée Mangaroa Railway Station (en).